# Mona Pirzad
Mona Pirzad (* 16. Januar 1984 in Teheran, Iran) ist eine deutsche Schauspielerin iranischer Herkunft.

## Leben
Mona Pirzad wurde in der iranischen Hauptstadt Teheran geboren und lebt seit ihrem zweiten Lebensjahr in Deutschland. Sie wuchs in Hamburg, Schleswig-Holstein und München auf.
Früh begeisterte sie sich für Theater, Gesang und Tanz und sammelte Erfahrungen in diesen Bereichen. Sie entschied sich nach dem Abitur in München zuerst für eine klassische Ausbildung als Fremdsprachenkorrespondentin. Sie spricht fließend Deutsch, Englisch, Spanisch und Persisch.
Bei einem Aufenthalt in Argentinien entschied sie, sich ganz der Schauspielerei zu widmen. Nach ihrer Rückkehr zog sie in ihre Wahlheimat Berlin und absolvierte von 2009 bis 2011 eine Schauspielausbildung an der Schauspielschule Charlottenburg. Anschließend stand Mona Pirzad für diverse Filme, Serien, Kurzfilme und Musikproduktionen vor der Kamera. Während der Ausbildung stand sie für den Kinofilm Ummah – Unter Freunden zusammen mit Frederick Lau und Kida Khodr Ramadan vor der Kamera. In Karoline Herfurths Kurzfilm „Mittelkleiner Mensch“ übernahm sie die Rolle der Argentinierin Zara.
Es folgten weitere Rollen in Serien und Filmen wie Der Alte und SOKO 5113. In Lars Beckers Nachtschicht – Der letzte Job spielte sie die Rolle der Syrerin „Soraya Younes“, die von einem Frauenhändlerring verheiratet werden soll, um ihre Schulden bei den Schleusern zu bezahlen. Sie übernahm weiterhin Rollen in der amerikanischen Actionverfilmung Hitman: Agent 47 und der bayerischen Komödie Einer für alle, alles im Eimer.
2017 reiste sie zum ersten Mal zurück in ihr Geburtsland Iran, um neben Felix Klare und Günther Maria Halmer die Hauptrolle „Shirin“ in der deutsch-iranischen Komödie Liebe auf Persisch (Produktionstitel: „Grüß Gott, Persien“) zu übernehmen. Der Film war die erste deutsche Produktion, die seit den 70er Jahren im Iran gedreht wurde. Sie wurde am 19. Oktober 2018 erstmals in der ARD ausgestrahlt.
Pirzad lebt in München und in Berlin.

## Filmografie (Auswahl)
- 2013: Ummah – Unter Freunden
- 2015: Einer für alle, alles im Eimer
- 2016: Nachtschicht – Der letzte Job
- 2017: Der Alte – Folge 405: Schöner Schein
- 2018: Liebe auf Persisch
- 2019–2023: Käthe und ich (Fernsehreihe)
  - 2019: Dornröschen
  - 2019: Das Findelkind
  - 2020: Zurück ins Leben
  - 2020: Papakind
  - 2021: Im Schatten des Vaters
  - 2021: Das Adoptivkind
  - 2023: Freundinnen für immer
  - 2023: Verbotene Liebe
- 2019: Sweethearts
- 2019: Toni, männlich, Hebamme – Daddy Blues
- 2019: Ein Sommer an der Algarve
- 2020: Das Geheimnis der Freiheit
- 2020: Lena Lorenz – Außergewöhnlich einzigartig
- 2021: SOKO Potsdam: Tödliches Rezept
- 2021: All you need (Fernsehserie)
- 2021: Zero
- 2021: Start the fck up (Fernsehserie, ZDFneo)
- 2022: Das Quartett: Dunkle Helden (Fernsehreihe)
- 2022: Rheingold
- 2023: Drift: Partners in Crime (Fernsehserie, Sky)
- 2023: Toni, männlich, Hebamme – Mächtig schwanger
- 2025: Lillys Verschwinden (Fernseh-Zweiteiler)